# 캄보디아 총리
캄보디아 총리(크메르어: នាយករដ្ឋមន្ត្រីនៃព្រះរាជាណាចក្រកម្ពុជា)는 캄보디아 정부의 수반이다. 총리는 또한 내각의 의장이며 캄보디아 왕실 정부의 행정부를 이끌기도 한다. 총리는 국회의원이고, 5년의 임기 동안 군주에 의해 임명되었다. 1945년 이래로 36명이 총리를 지냈고, 32명이 공식 총리를, 4명이 대행을 맡았다. 캄보디아 인민당의 훈 센은 1985년부터 2023년까지 재임한 최장기 총리이다. 그는 1985년부터 1993년까지 재임했고 1993년부터 1998년까지 노로돔 라나리드 (1993년~1997년), 웅 후웃 (1997년~1998년)와 함께 제2대 총리였다. 1998년 자신의 권리로 총리로 선출된 그는 캄보디아 역사상 가장 오래 재임한 총리이다.

## 지정
총리는 국회의원이 되어야 한다. 그는 취임식이 열리기 전에 의회의 과반수에 의해 선출될 필요가 있다. 총리의 취임식은 왕궁에서 열린다. 총리 지명자는 군주와 탐마윳과 모하니카이 교단의 두 수장 앞에서 취임 선서를 한다. 그런 다음 내각이 공개될 것이다. 새 정부 구성은 헌법에 명시된 대로 선거 후 60일 이내에 이루어진다. 총리는 부총리의 보좌를 받는다.
헌법 125조는 총리가 사임하거나 총리직에서 사망하면 총리 권한대행이 임명된다고 명시하고 있다. 2022년 7월, 헌법은 총리를 선출하기 위해 의회에서 필요한 다수결을 없애기 위해 개정되었다.

## 총리실
평화궁은 총리의 주요 업무 공간 역할을 한다. 2010년 10월 19일 국왕에 의해 개장되었다. 하지만, 총리는 자신의 사저에 거주한다.